# Stade Louis Dugauguez
Stade Louis-Dugauguez – wielofunkcyjny stadion położony we Francji, w mieście Sedan. Domowe mecze rozgrywa na nim zespół CS Sedan, który występuje w Ligue 2. Stadion może pomieścić 23 189 osób, a wybudowano go w 2000 roku. 11 października tego samego roku nastąpiła jego inauguracja, w której to zespół CS Sedan zmierzył się ze Stade Rennais.
Rekordowa frekwencja na stadionie wynosi 23 130 widzów. Było to na spotkaniu CS Sedan z En Avant Guingamp.
Koszt budowy stadionu wyniósł 15,8 miliona euro.